# Chamaeleon
Chamaeleon (Cha), o Camaleão, é uma constelação do hemisfério celestial sul. O genitivo, usado para formar nomes de estrelas, é Chamaeleontis.
As constelações vizinhas, de acordo com as fronteiras modernas, são Apus, Musca, Carina, Volans, Mensa e Octans.

## História
Chamaleon foi uma das doze constelações criadas por Petrus Plancius a partir das observações de Pieter Dirkszoon Keyser e Frederick de Houtman. Apareceu pela primeira vez num globo celeste publicado em 1597 em Amsterdã por Planicius e Jodocus Hondius. Johann Bayer foi o primeiro uranógrafo a inserir Chamaleon num mapa celeste. Ela foi uma das muitas constelações criadas por exploradores europeus dos séculos XV e XVI a partir das estrelas observadas no hemisfério sul.

## Objetos

### Estrelas
Há quatro estrelas brilhantes em Chamaleon. Alpha Chamaeleontis é uma estrela em tons brancos com magnitude 4.1 a 63 anos-luz da Terra. Beta Chamaeleontisé uma estrela de tons azuis e brancos de magnitude 4.2 a 27 anos-luz da Terra. Gamma Chamaeleontis é uma estrela gigante vermelha de magnitude 4.1 e cerca de 413 anos-luz da Terra. A outra estrela brilhante em Chamaleon é Delta Chamaeleontis, uma estrela dupla. A estrela mais brilhante é Delta2 Chamaeleontis, uma estrela de tons azuis de magnitude 4.4 a 364 anos-luz da Terra. Delta1 Chamaeleontis é uma estrela gigante de tons alaranjados, a componente de menor brilho com magnitude 5.5 a 354 anos-luz.

### Céu profundo
Em 1999 foi descoberto um aglomerado aberto próximo e centrado na estrela η Chamaeleontis. O aglomerado conhecido como Aglomerado Eta Chamaeleontis ou Mamajek 1 tem 8 milhões de anos e está a 316 anos-luz da Terra.
A constelação contém nuvens moleculares que formam o Complexo do Camaleão que estão formando estrelas T Tauri de pequena massa. O complexo de nuvens está entre 400 a 600 anos-luz da Terra e contém dezenas de milhares de vezes a massa solar em gás e poeira. Os aglomerados de estrelas T Tauri e estrelas classe B que mais se destacam são da nuvem Camaleão I, e estão associadas com a nuvem de relexão IC 2631.
Chamaleon contém uma nebulosa planetária, NGC 3195, que tem brilho razoavelmente fraco. Aparece ao telescópio com aproximadamente o mesmo tamanho aparente de Júpiter.